# 1418 w polityce
Wydarzenia polityczne w 1418 roku.

## Wydarzenia w Polsce
- kwiecień – podczas polsko-krzyżackich rozmów w Brześciu przedłużono rozejm brodnicki.
- 15 czerwca – książę Janusz I Starszy nadał Łomży prawa miejskie oparte na prawie chełmińskim.
- 18 lipca – wybuch zamieszek we Wrocławiu, tzw. defenestracja wrocławska.

## Wydarzenia na świecie
- 31 stycznia – Michał I Basarab objął tron wołoski po śmierci swego ojca.
- 30 maja – burgundzki książę Jan bez Trwogi zdobył Paryż.

## Urodzili się
- 16 maja – Jan II Cypryjski, król Cypru (zm. 1458)
- 7 lipca – Piotr II Bretoński, książę Bretanii (zm. 1457)
- 18 grudnia – Albrecht VI Habsburg, książę Austrii (zm. 1463)

## Zmarli
- 31 stycznia – Mircza Stary, hospodar wołoski z dynastii Basarabów (ur. 1358)
- 11 lutego – Bogusław VIII, książę stargardzki i słupski (ur. ok. 1364)
- 2 czerwca – Katarzyna Lancaster, królowa Kastylii i Leónu, księżna Asturii (ur. 1373)
- 25 listopada – Henryk Beaufort, hrabia Somerset (ur. 1401)
- 11 grudnia – Ludwik Sabaudzki-Achaja, władca Piemontu i książę Achai (ur. 1364)